# Derek Pugh
Pour les articles homonymes, voir Pugh.
Derek Charles Pugh, né le 8 février 1926 à Tooting et mort le 2 mai 2008 à Tooting, est un athlète britannique, spécialiste du 400 mètres.

## Biographie

### Palmarès
| Date | Compétition                  | Lieu      | Résultat | Épreuve   | Performance  |
| ---- | ---------------------------- | --------- | -------- | --------- | ------------ |
| 1946 | Championnats d'Europe        | Oslo      | 3e       | 400 m     | 48 s 9       |
| 1946 | Championnats d'Europe        | Oslo      | 2e       | 4 × 400 m | 3 min 14 s 5 |
| 1950 | Jeux de l'Empire britannique | Auckland  | 4e       | 440 y     | —            |
| 1950 | Jeux de l'Empire britannique | Auckland  | 2e       | 4 × 440 y | 3 min 19 s 3 |
| 1950 | Championnats d'Europe        | Bruxelles | 1er      | 400 m     | 47 s 3       |
| 1950 | Championnats d'Europe        | Bruxelles | 1er      | 4 × 400 m | 3 min 10 s 2 |

### Records
| Épreuve    | Performance | Lieu      | Date |
| ---------- | ----------- | --------- | ---- |
| 400 mètres | 47 s 3      | Bruxelles | 1950 |